# Aaron North
Aaron Wright North, född 22 mars 1979, är en amerikansk musiker. Han är sångare och gitarrist i rockbandet Jubilee och före detta medlem av The Icarus Line (1998–2004) och Nine Inch Nails (2005–2007). Han är även delägare i webzinet och skivbolaget Buddyhead tillsammans med Travis Keller.

## Diskografi

### Med The Icarus Line
Album
- Mono (2001)
- Penance Soiree (2004)

EP
- Highlypuncturingnoisetestingyourabilitytohate (1998)
- Red And Black Attack (1998)
- Three Jesus Songs (2003)

Singlar
- "Kill Cupid With A Nail File" (2000)
- "Feed A Cat To Your Cobra" (2001)
- "Love Is Happiness" (2003)
- "Up Against The Wall, Motherfuckers" (2004)
- "Party The Baby Off" (2004)
- "On The Lash" (2004)

### Med Nine Inch Nails
DVD
- Beside You in Time Live DVD (2007)

Singlar
- "The Hand That Feeds" (2005)
- "Survivalism" (2007)

### Med Jubilee
Singlar
- "Rebel Hiss" (2008)
- "In With The Out Crowd" (2008)